# KQED (TV)
KQED, canal virtual 9 (UHF digital canal 30), és una estació televisiva situada a San Francisco, Califòrnia (United States), membre aficiat a la PBS. Els propietaris de l'estació és la Northern California Public Broadcasting, a través de la subsidiària KQED, Inc., juntament amb la seva altra estació de PBS [KQEH] (canal 54) i l'emissora de ràdio membre de NPR KQED-FM (88.5). KQED manté estudis situats a Mariposa Street en el districte Mission de San Francisco, i el seu transmissor està situat a dalt de la torre de Sutro.
El senyal de KQED es retransmet a l'estació de satèl·lit KQET (canal virtual 25 i canal digital 25) a Watsonville, que serveis els mercats de Monterey/Salinas/Santa Cruz; el transmissor d'aquella estació es troba al Fremont Peak, prop de San Juan Bautista.

## Televisió digital

### Canals digitals
El canal digital de l'estació és multiplex:
| Canal      | Vídeo | Aspecte | PSIP    | Programació                            |
| ---------- | ----- | ------- | ------- | -------------------------------------- |
| 9.1 / 25.1 | 1080i | 16:9    | KQED-HD | PBS de programació de KQED / principal |
| 9.2 / 25.2 | 480i  | 4:3     | KQED+   | KQEH (Plus de KQED)                    |
| 9.3 / 25.3 | 480i  | 4:3     | MUNDIAL | Món de KQED                            |